# 衝突廚房
衝突廚房（Conflict Kitchen）是一家位於美國匹茲堡的外賣餐館，它只賣與該國發生政治衝突的國家（比如被評為邪惡軸心或流氓國家）的食物。該餐館每期只會提供一個國家的食品，並會每半年更換一次。在轉變菜單後，餐廳會舉行小型的嘉年華和音樂會。自2010年開業後，該餐廳販售過伊朗、北韓、古巴、阿富汗以及委內瑞拉的食物。時至2014年2月，衝突廚房所出售的是阿富汗菜式。

## 背景
衝突廚房的成立沿革當地學府美術學院教授喬·魯賓（Jon Rubin）和當雲·韋里斯基（Dawn Weleski）。二人希望餐廳能透過買賣食物，向顧客傳達該國的文化、政治等層面，從而令公眾了解關於美國以外的衝突焦點和議題。
在成立之初，餐館設立在匹茲堡東北部的東自由區，首個推出的菜式是伊朗食品。為此，餐廳特意易名為Kubideh廚房，Kubideh是該國常見的捲餅。同時，餐館招牌又寫上伊朗文，捲餅的包裝紙則印有「我碰到的大多數美國人都以為伊朗人是醜陋、兇悍、暴力的恐怖分子、伊斯蘭極端分子和野蠻人。伊朗人喜歡美國人，可是他們痛恨美國政府。我的經驗也顯示美國人喜歡伊朗人，可是他們不喜歡伊朗的回教政權」的文字。魯賓和韋里斯基亦解釋，他們選擇以伊朗打頭陣是因為匹茲堡有個人數雖不多但很活躍的伊朗社區。
之後，衝突廚房出售阿富汗和委內瑞拉的食品。為了解古巴和北韓食物的特色，魯賓特意到訪古巴首都哈瓦那，並訪問北韓駐古巴大使館。魯賓憶述，他是在未能知會的情況下到訪大使館，但最終還是在使館職員的協助下得悉到北韓人的飲食方式。
2012年5月，有報導指，衝突廚房在生意好的時候每天可有30至50名的食客。翌年，這數字增張到100至300人 。隨著生意上了軌道，餐館在2013年4月遷至匹茲堡西部的申利廣場 。

## 資金來源
衝突廚房的運作資金除了來自出售食物的收入外，還有當地普及藝術計劃巴夫餅店和巴特基金會等。在餐館開業期間，它們曾向當地的非政府組織萌芽基金會（Sprout Fund）貸款$7000。2012年，由於餐館經營有道，衝突廚房又得到這基金會頒發的25000元獎金。

## 資料來源
1. 1 2  McCart, Melissa. . Pittsburgh Post-Gazette. 2013-03-28  [2013-04-28]. （原始内容存档于2013-04-03）.

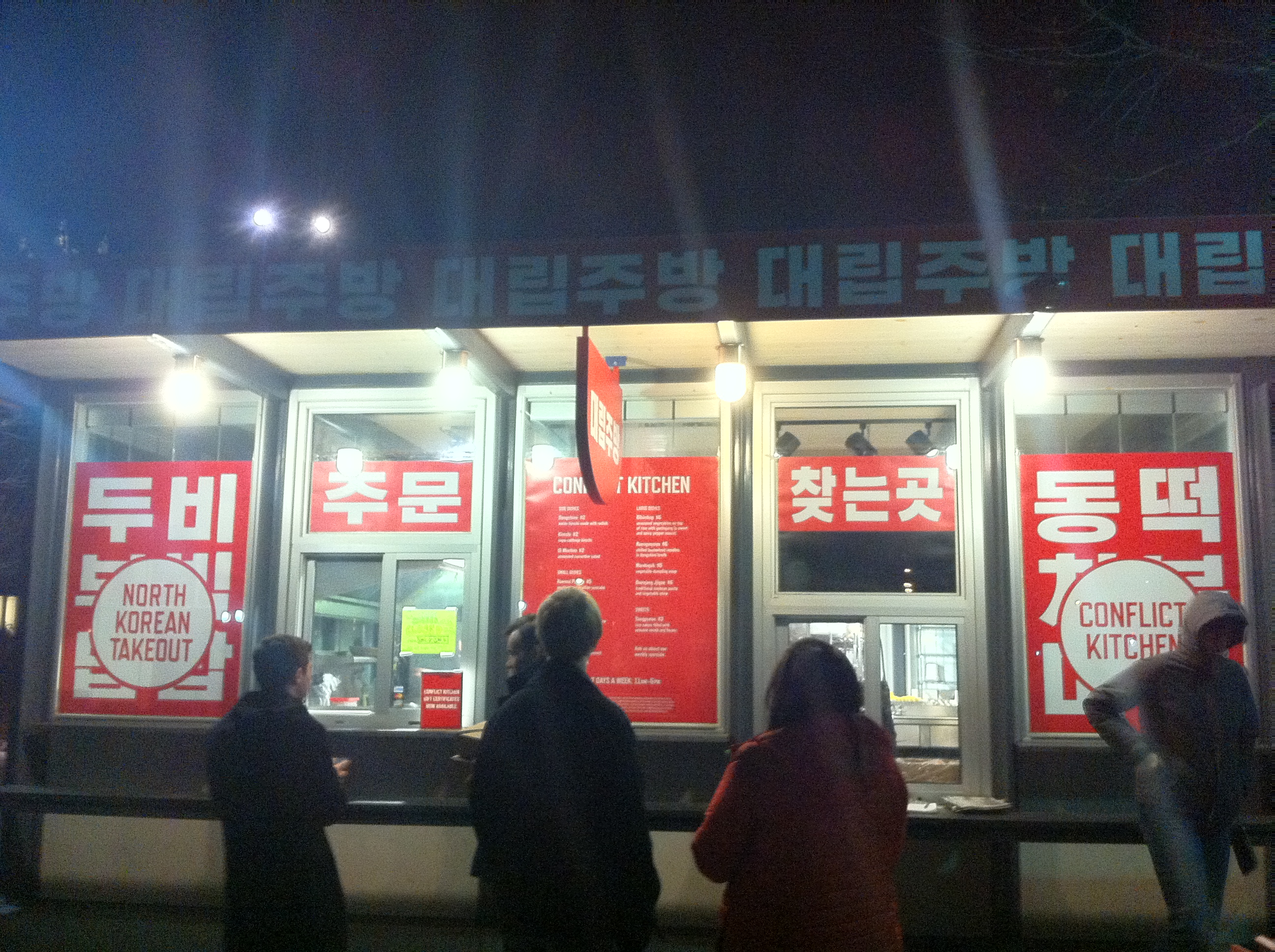
2013年12月以朝鮮為主題的衝突廚房

2. 1 2 3 4 5 6  . Official blog. Conflict Kitchen. 9-1-2011  [2012-08-29]. （原始内容存档于2012-08-30）.
3. ↑  Pawlowski, A. . MSNBC. 2012-06-27  [2012-08-29]. （原始内容存档于2016-08-19）.
4. 1 2  衝突廚房 專賣敵國食品 （页面存档备份，存于） 《世界新聞網》 2010 6 22
5. 1 2 3  Susman, Tina. . Los Angeles Times. 7-5-2012  [2012-08-29]. （原始内容存档于2012-06-29）.
6. ↑  Whipple, Amy. . The Sprout Fund. 2013-07-29  [2013-09-19]. （原始内容存档于2013-09-21）.
7. 1 2  Moore, Andrew. . Pop City Media. 2012-04-04  [2012-08-29]. （原始内容存档于2012-10-18）.